# Podgórzno
Podgórzno – wieś sołecka w Polsce położona w województwie mazowieckim, w powiecie otwockim, w gminie Kołbiel.
| SIMC    | Nazwa  | Rodzaj    |
| ------- | ------ | --------- |
| 0674856 | Utrata | część wsi |

Wieś szlachecka  położona była w drugiej połowie XVI wieku w powiecie garwolińskim  ziemi czerskiej województwa mazowieckiego. Własność Stanisława Mińskiego.  W latach 1975–1998 miejscowość administracyjnie należała do województwa siedleckiego.
Wierni Kościoła rzymskokatolickiego należą do parafii Świętej Trójcy w Kołbieli.